# Il cuore muove
Il cuore muove, pubblicato il 25 maggio 2010 dall'etichetta discografica Warner Music Italy/Atlantic Records, è il terzo album in studio del cantante italiano Marco Carta.

## Descrizione
Il disco è stato anticipato dal singolo Quello che dai, uscito il 7 maggio, scritto dal cantautore inglese James Morrison e adattato in italiano dallo stesso Carta. Questo brano ha debuttato al primo posto nella Top Singoli. L'album ha debuttato alla 2ª posizione della Classifica FIMI Album.
L'album è stato prodotto da Paolo Carta che ha scritto assieme a Cheope il brano Il cuore muove e composto le musiche di Come pioggia d'estate. L'album vede la collaborazione di cantanti e musicisti sia italiani che internazionali. James Morrison, ha scritto Quello che dai e assieme a John Shanks firma Dare per Amare, Federica Camba assieme a Daniele Coro ha scritto il secondo singolo Niente più di me. Il tema principale dell'album è l'amore espresso in diversi frangenti. La versione deluxe pubblicata solo su iTunes contiene la traccia bonus Un libro senza pagine (Acoustic).

## Tracce
1. Il cuore muove – 3:48 (testo: Cheope, Paolo Carta – musica: Paolo Carta)
2. Quello che dai – 3:23 (James Morrison, Tim Kellet) – adattamento in italiano: Marco Carta
3. Come pioggia d'estate – 4:08 (testo: Cheope – musica: Paolo Carta)
4. Un motivo per restare – 3:23 (Federica Camba, Daniele Coro)
5. Non è così – 3:58 (testo: Davide De Marinis, Cinzia Farolfi – musica: Davide Bosio)
6. Dare per amare – 3:19 (John Shanks, James Morrison) – adattamento in italiano: Marco Carta
7. Niente più di me – 3:48 (Federica Camba, Daniele Coro)
8. Il cuore non dimentica – 3:38 (testo: Dario Faini – musica: Antonio Galbiati)
9. Il paradiso è qui – 3:50 (testo: Andrea Bonomo – musica: Nicola Panzanini, Luca Paolo Chiaravalli)
10. Un libro senza pagine – 3:39 (Antonio Galbiati, Massimo Greco)
11. Sempre – 3:31 (testo: Fabrizio Celea – musica: Nerio Poggi)

Traccia bonus (iTunes)
1. Un libro senza pagine (Acoustic) – 4:08 (Antonio Galbiati, Massimo Greco)

## Formazione
- Marco Carta - voce
- Bruno Zucchetti - tastiera, organo Hammond, programmazione
- Paolo Carta - chitarra, programmazione
- Emiliano Bassi - basso
- Matteo Bassi - batteria
- Gianluigi Fazio, Emanuela Cortesi, Roberta Granà - cori

## Tour
Marco Carta ha dato il via al suo "Il cuore muove Tour" il 9 giugno al PalaBertoni da Crema con la data zero .Il tour è poi proseguito per tutta l'estate facendo tappa il 12 giugno a Somma Vesuviana (piazzale di via Nola); il 25 giugno a Cagliari (Anfiteatro Romano); il 26 giugno ad Olbia (Piazza Emilio Lassu) ; il 10 luglio a Torvaianica (Parco Zoomarine); il 12 agosto a San Marco Argentano (Località Ghiandaro); il 16 agosto a Sarno (Piazza V Maggio); il 20 agosto a Carunchio (Campo Sportivo); il 23 agosto a Sambuceto (Piazza San Rocco); il 29 agosto a Gioia del Colle (Piazza Plebiscito) ; il 2 settembre al Teatro di Verdura (Palermo); il 3 settembre a Godrano (Piazza Aldo Moro) ; l'8 settembre a Golfo Aranci (Viale della Libertà) ;il 9 settembre a Usini (Piazza Europa); l'11 settembre ad Ostia Antica (Teatro Romano); il 13 settembre a Decimoputzu (Località San Basilio) ; il 17 settembre a Nova Gorica (Casinò Perla) ; il 27 novembre ad Argenta (Teatro dei Fluttuanti) ; il 29 novembre a Milano (Alcatraz); il 17 dicembre a Torino (Teatro Colosseo) ed il 31 agosto ad Oristano.
Il tour è andato avanti anche nel 2011: 
Il 25 maggio in Piazza Pè di Corte (Corropoli); il 2 giugno al Teatro Verdi (Montecatini) ; il 4 giugno in Piazza Centrale (Piedimonte di Sessa Aurunca) ; l'11 giugno a Piazza Santa Caterina (Orroli); il 12 giugno all'Area Spettacoli (Mendrisio); il 13 giugno a Piazza della Marina Piccola (Vieste) ; il 20 giugno a Piazza Colucci (Montella) ; il 28 giugno a Piazza Garibaldi (Palazzo Acreide); il 2 luglio a Viale Jugoslavia (Lido delle Nazioni); il 13 luglio a le gru village (Grugliasco);i l 15 luglio a Piazza S.Ma del Carmine (Riccia); il 30 luglio a Sant'Anna (Lodè); il 5 agosto a Piazza S.Ma della Neve (Bonito); l'11 agosto a Piazza Carraghentu (Silanus); il 15 agosto PIazza Isidoro (Montegrosso); il 29 agosto Piazza Pasquale Saponaro (Apollosa); il 2 settembre al Campo Sportivo (Quartucciu); il 9 settembre Corso Umberto 1 (Lavello) ed infine il 22 ottobre a Sammichele di Bari.

## Classifiche
| Classifica (2010) | Posizione massima |
| ----------------- | ----------------- |
| Italia            | 2                 |

### Classifiche di fine anno
| Classifica (2010) | Posizione |
| ----------------- | --------- |
| Italia            | 70        |